# JOVIAL
JOVIAL je vyšší programovací jazyk podobný jazyku ALGOL, ale se specializací na vývoj vestavěných systémů

## Historie
Pojmenování JOVIAL vzniklo ze slov „Jules Own Version of the International Algorithmic Language“. Název „International Algorithmic Language“ (IAL) byl původně navržen pro jazyk ALGOL 58.

## Vliv
Mezi programovací jazyky, které jazyk JOVIAL ovlivnil, se dle Schwartze řadí CORAL, SYMPL, Space Programming Language (SPL), a do jisté míry i jazyk CMS-2. Interaktivní část jazyku JOVIAL nazvaná TINT, byla vyvinuta v 60. letech 20. století, podobně jako jazyk JOSS.

## Vlastnosti
JOVIAL obsahuje vlastnosti jazyka ALGOL, ke kterým navíc přídává záznamy, pole záznamů, a podporu pro vkládaný assembler.

## Aplikace
Mezi vybrané systémy, kde našel JOVIAL uplatnění, se řadí:
- Satelity uskupení Milstar
- AGM-129 ACM
- Bombardér B-52, strategický bombardér B-1B,[4] B-2 bombardéry
- C-130, C-141, C-17, vojenská letadla pro transport jednotek a techniky
- F-111, F-15, F-16 (před verzí Block 50), stíhací letoun F-117
- LANTIRN
- letadlo U-2
- E-3 Sentry, AWACS
- Lodě námořnictva obsahující zbraňový systém Aegis
- Samohybný obrněný raketomet (M270 MLRS)
- Armádní helikoptéry UH-60 Black Hawk
- proudové motory F100, F117, F119
- Hughes HME-5118ME systém
- NATO Air Defence Ground Environment (NADGE)
- Raketové motory RL-10

Mezi radarové systémy obsahující software napsaný v jazyce JOVIAL patří APG-70, APG-71 a APG-73.